# George C. Homans
George Caspar Homans (* 11. August 1910 Boston, Massachusetts, USA; † 29. Mai 1989 Cambridge (Massachusetts)) war ein US-amerikanischer Soziologe. Er war 54. Präsident der American Sociological Association. 1956 wurde er in die American Academy of Arts and Sciences gewählt, 1964 in die American Philosophical Society und 1972 in die National Academy of Sciences.

## Wirken
Homans begründete in den Vereinigten Staaten eine streng deduktiv arbeitende Theorie des sozialen Verhaltens und trug viel zur soziologischen Tauschtheorie bei. Besonders trat er als Gruppenanalytiker hervor. Er gilt als der Begründer der Rational Choice-Theorie.
Seine deduktive Theorienbildung baut auf den Ergebnissen induktiver Methoden auf: Zunächst wird auf Grund von Beobachtungen auf Zusammenhänge von Phänomenen geschlossen (Entdeckung). Die Untersuchung mündet in eine Hypothese, in eine verallgemeinernde Vermutung über die Gesetzmäßigkeiten eines Phänomens. Danach stellt sich die Frage nach dem „wie“ und „warum“, also wie verhalten sich die einzelnen Variablen zueinander und warum tun sie das (Erklärung)? Die Theorie ist ein deduktives System, bei der in einer Hierarchie die Prämissen (Hypothesen) oben und die Theoreme (logisch ableitbaren Verknüpfungen der Hypothesen) unten stehen.

## Kleingruppenforschung
Homans beschäftigte sich damit, wie sich Normen, Aktivität, Emotion und Interaktion auf Kleingruppen auswirken. Weiter unterscheidet er zwischen dem „inneren System“ und dem „äußeren System“. Hypothesen von ihm sind:
- Prozesse der Normbildung werden durch Interaktion und Aktivität verstärkt.
- Emotion und Tätigkeiten (falls standardisiert) entwickeln sich zu Erwartungshaltungen (Normen), aus welchen sich Hierarchien entwickeln.
- Je geringer die Interaktionshäufigkeit, desto unklarer werden die Normen.
- Gefühle der in Interaktion stehenden Akteure gleichen sich einander desto eher an, je häufiger diese stattfindet.

## Kritik
Homans' Werk ist nicht unumstritten. So wurde ihm vorgeworfen, seine Theorie des elementaren Sozialverhaltens sei durch ihre unkritische Übernahme von Skinners Behaviorismus empirisch nahezu gehaltlos.

## Ausgewählte Publikationen
- English Villagers of the Thirteenth Century (1941)
- "Social Behavior as Exchange." American Journal of Sociology 63/1958, S. 597–606
- Theorie der sozialen Gruppe, 6. Aufl., Westdeutscher Verlag, Opladen 1972
- Elementarformen sozialen Verhaltens, Köln/Opladen 1968
- Was ist Sozialwissenschaft, 2. Aufl., Opladen 1972
- Grundfragen soziologischer Theorie, Opladen 1972
- Coming to My Senses - The Autobiography of a Sociologist (1984)
- Certainties and Doubts (1987)